# Xian de Huanglong
Pour les articles homonymes, voir Huanglong (homonymie).
Le xian de Huanglong (黄龙县 ; pinyin : Huánglóng Xiàn) est un district administratif de la province du Shaanxi en Chine. Il est placé sous la juridiction de la ville-préfecture de Yan'an.

## Démographie
La population du district était de 46 268 habitants en 1999.